# Eterogenea Live 2016
Eterogenea Live 2016 è un doppio album live della cantante italiana Viola Valentino, uscito per l'etichetta musicale Latlantide il 20 gennaio 2017.
L'album contiene, oltre a successi celebri dell'artista in versione live, i due brani inediti Ti amo troppo (Francesco Mignogna, Giovanni Germanelli) e Il suono dell'abbandono (Fabio D'Amato). Nei cori Viola Valentino è accompagnata dall'artista Daniel Missori.

## Tracce
CD 1:
1. Sky (strumentale)
2. Le prove di un addio (A. Gallo, A. Santonocito, A. Rosati)
3. Sei una bomba (G. Morra, R. Fogli, R. Brioschi)
4. Onda tra le onde (O. Avogadro, M. Lavezzi)
5. Romantici (M. Fabrizio, G. Morra)
6. Dimenticare mai (F. Mignogna, G. Germanelli)
7. Sola (M. Fabrizio, G. Morra)
8. Verso sud (V. Spampinato, M. Fabrizio)
9. Addio amor (G. Morra, Laurex, Popi)
10. Black Queen (strumentale)
11. Il posto della luna (G. Morra, Laurex)
12. Anche noi facciamo pace (G. Morra, R. Fogli, M. Fabrizio)
13. L'unica donna (F. Mignogna, G. Germanelli)
14. Comprami (R. Brioschi, C. Minellono)
15. Stronza (F. Mignogna, G. Germanelli)
16. Barbiturici nel the (B. Lauzi, M. Balducci)

CD 2:
1. Sera coi fiocchi (P. A. Cassella, R. Fogli, M. Fabrizio)
2. Miraggio (A. Gallo, A. Rosati)
3. Anime d'autunno (Libertango) (A. Piazzolla, D. Gay)
4. Albachiara (V. Rossi)
5. Si mi va (G. Morra, R. Fogli, Popi)
6. Via Toledo (G. Parlato, L. Abbate)
7. La bambola (Remix) (F. Migliacci, B. Zambrini, R. Cini)
8. Il suono dell'abbandono (F. D'Amato) (inedito)
9. Ti amo troppo (F. Mignogna - G. Germanelli) (inedito)